# 毛允淑
毛 允淑（モ・ユンスク、모윤숙、1909年4月24日または1910年3月5日 - 1990年6月7日）は、韓国の詩人である。咸鏡南道元山の出身。本貫は広州毛氏。英語名はマリオン・モー（Marion Moh）。
詩人の毛麒允は弟、元大統領直属科学国政諮問委員で梨花女子大学校の物理学科教授の毛恵晶は姪。元文教部長官の安浩相は元夫で、2人の間に娘1人がいる。

## 略歴
雅号は嶺雲である。1909年4月24日または1910年3月5日に咸鏡南道の元山で生まれる。咸興永生普通学校、開城好寿敦女子高等普通学校を経て、梨花女子専門学校英文科を卒業した。日本統治時代は北間島の龍井の明信女学校や培花女子高等普通学校で教師、京城中央放送局の記者として活動した。1934年に普成専門学校教授の安浩相と結婚した。大戦期には朝鮮文人協会幹事、朝鮮臨戦報国団京城支部発起人・婦人隊幹事などとして活動した。解放後は梨花女大・ソウル大講師などの仕事をした。また、娘が産まれた後に安浩相と離縁した。
その後は国連韓国臨時委員団議長のインドの外交官のK・P・S・メノンとの交遊関係により、南北統一政府を支持していたメノンを改心させた。その結果、韓国の初代総選挙が国連監視の下で行われ、李承晩の意向である朝鮮半島南半分の韓国の単独建国が順調に進むことになった。1948年には、UN韓国代表として参加して、帰国直前の1949年2月にメノンの招待を受けインドに1か月間滞在し、ネルーの歓迎晩餐会にも参加した。1949年には『文芸』誌を創刊した。
1950年にソウル死守を訴える即興詩を生放送で放送した毛允淑も北朝鮮軍の侵略から避難できなかった。一時に漢江で水死したというニューヨーク・タイムズの誤報も出たが、後に生存していたと判明したため、当時のインド外務書記のメノンは駐日インド大使に対し、毛を見つけて日本へ避難させると提案した。9月30日に国連軍のおかげで韓国に戻った景武台で偽りの録音放送を行った李承晩に会うと怒りが胸に込み上げて、李のネクタイを掴んで「おじいさん、私をこき使って終盤には放送もさせて、一人だけ生き残るために避難したんですか?」と糾弾している。1954年、国際ペンクラブの韓国本部の創立に参加し、その後国際ペンクラブの韓国本部副委員長になった。国会議員、韓国現代詩協会長などを歴任した。
死後は親日反民族行為者に認定された。

## 受賞歴
- 国民勲章牡丹章
- 芸術院賞
- 3.1文化賞

## 主な作品
- 1933年、『빛나는 지역』(輝く地域)[6]
- 1947年、『옥비녀』(玉簪)
- 1951年、『풍랑』(風浪)
- 1953年、『정경』(情景)
- 1970年、『풍토』(風土)
- 1974年、『논개』(論介)
- 1974年、『모윤숙시전집』(毛允淑の詩全集)
- 1983年、『국군은 죽어서 말한다』(韓国軍は死んで語る)
- 1982年、『모윤숙전집』(毛允淑の全集)